# غالين هيد
غالين هيد (بالإنجليزية: Galen Head)‏ هو لاعب هوكي الجليد أمريكي، ولد في 16 أبريل 1947 في غراند براري في كندا.

## وصلات خارجية
- غالين هيد على موقع دوري الهوكي الوطني (الإنجليزية)
- غالين هيد على موقع EliteProspects.com (الإنجليزية)
- غالين هيد على موقع Hockey-Reference.com (الإنجليزية)
- غالين هيد على موقع IMDb (الإنجليزية)